# Arado Ar 232
L’Arado Ar 232 est un avion de transport militaire allemand de la Seconde Guerre mondiale. Avec son aile haute, un empennage surélevé permettant d’accéder à la soute au moyen d’une rampe arrière et un train d’atterrissage autorisant les opérations depuis des terrains sommairement aménagés, ce cargo militaire surnommé Tausendfüssler (Mille-pattes) en raison de son train d’atterrissage très particulier fut le premier avion de transport tactique moderne. Mais il ne fut pas produit en grande série, la Luftwaffe ayant dès 1942 préféré commander des avions de combat, s’appuyant sur une large flotte d’appareils existants pour assurer ses missions de transport.

## Origine et description
Plus de 500 Junkers Ju 52 étaient entrés en service au 1er septembre 1939, quand le Reichsluftfahrtministerium envisagea le remplacement de ce trimoteur. Il sollicita donc fin 1939 les constructeurs Arado, Fieseler et Henschel afin d’obtenir un appareil dont le chargement pourrait être réalisé par l’arrière, utilisant deux moteurs BMW 801A/B de 1 600 ch. Ce moteur était encore au stade prototype et n’équipait donc aucun avion de première ligne. Après étude des avant-projets, celui d’Arado, encore désigné E440, fut retenu et trois prototypes commandés en 1940.
Réalisé sous la direction de Wilhelm van Nes, l’Ar 232 se présentait comme un monoplan à aile haute très fortement hypersustentée, la totalité du bord de fuite pouvant reculer tout en s’abaissant. Le fuselage offrait directement derrière le poste de pilotage une soute de 6,6 m de long, 2,3 m de large et 2,0 m de haut. Cette soute était fermée à l’arrière par deux demi-coques à commande hydraulique, le plancher de soute se situant à hauteur du plateau des camions de la Wehrmacht. Pour faciliter l’approche de ces derniers ou de véhicules légers pouvant être chargés au moyen de rampes (2 Kübelwagen pouvaient prendre place dans le fuselage), l’empennage était supporté par une poutre fixée à l’arrière du longeron principal de l’aile.
La principale originalité de cet appareil était son train d’atterrissage. Le classique atterrisseur tricycle à commande hydraulique pouvait s’effacer partiellement au sol pour permettre au fuselage de reposer sur une rangée de 11 paires de roues montées de pneus basse pression. Ces petites roues, utilisées principalement pour soutenir le fuselage durant les opérations de chargement et de déchargement, devaient également assister le train principal en cas d’atterrissage ou décollage sur terrain sommairement aménagé. Roulant à petite vitesse, l’Ar 232 devait également pouvoir franchir des fossés d’un mètre cinquante de large. En vol le train principal se relevait entièrement dans les fuseaux-moteurs, le train avant ne s’escamotait que partiellement et les roues additionnelles restaient fixes.
Cet appareil recevait un armement défensif composé d’une MG 131 de 13 mm à l’avant du fuselage et utilisée par le navigateur, une arme identique à la partie supérieure arrière du fuselage, immédiatement sous la poutre porte-empennages, manipulée par le responsable de soute et une tourelle dorsale télécommandée équipée d’un canon MG 151/20 de 20 mm en arrière du poste de pilotage à disposition de l’opérateur radio. 8 mitrailleuses d’infanterie MG 34 de 7,92 mm pouvaient en cas de besoin être mises en œuvre depuis les hublots latéraux du fuselage.

## Développement
La construction des deux premiers prototypes fut lancée fin mars 1941. Ils auraient dû être suivis par 6 appareils de présérie Ar 232 A-0 à livrer entre septembre et décembre 1942 puis une série d’au moins 75 x Ar 232 A-1. Ces prévisions établies le 1er juin 1941 furent modifiées le 15 octobre suivant pour 10 x Ar 232 A-0 et 20 x Ar 232 B-0. En effet le moteur BMW 801, qui devait équiper l’Ar 232A et dont la production était insuffisante, fut réservé au programme Fw 190. Les ingénieurs de chez Arado durent rechercher une autre motorisation et se rabattre sur le BMW Bramo 323R-2 équipant le Junkers Ju 352 et déjà en production... à la double condition que le Ju 352 ne soit pas produit en série et de pouvoir doubler le nombre des moteurs pour compenser la différence de puissance, 1 200 ch au lieu de 1 600.
La construction des deux premiers prototypes étant trop avancée pour envisager leur remotorisation sans entraîner de sérieux retards dans le programme, il fut décidé de les achever avec deux BMW 801MA en étoile de 1 600 ch. Mais le troisième prototype fut modifié pour recevoir 4 Bramo323. Un quatrième prototype, quadrimoteur d’origine, fut également lancé, destiné à servir de tête de série au modèle Ar 232B.

## Les versions

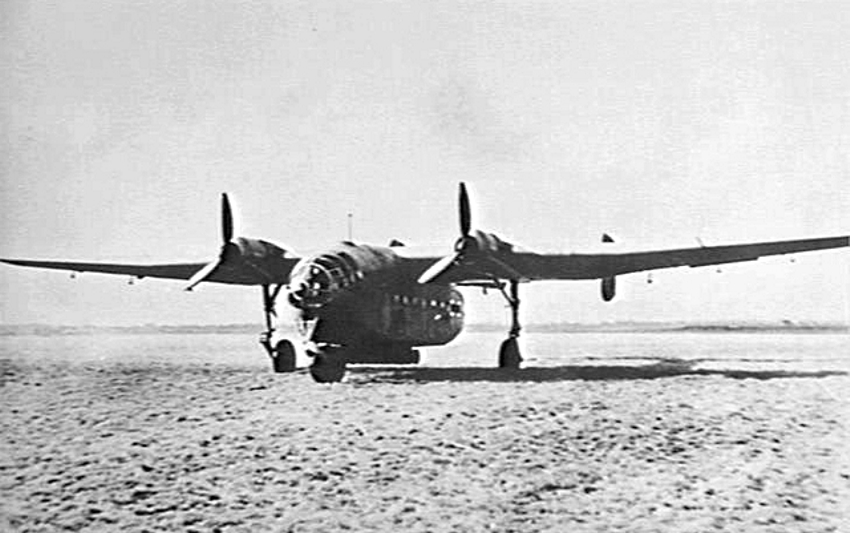
Arado Ar 232 version A-0, équipé de deux moteurs en étoile BMW 801 (Allemagne, 1945).

Ar 232AL’Ar 232V-1 [GH+GN] effectua son premier vol le 28 juin 1942 sur le terrain de l’usine de Brandenburg-Neuendorf, piloté par Walter Kröger. Le premier juillet, à l’issue du troisième vol, le train avant fut victime d’une rupture au roulage, le prototype étant heureusement protégé par son train ventral, qui montrait ainsi son efficacité. Les essais reprirent le 11 août et le 27 août débutaient les essais officiels à l’Erpropungsstelle de Rechlin, le Hauptmann Heinz Braun étant le premier pilote de l’avion n’appartenant pas à l’équipe des essais en vol du constructeur.
10 avions de présérie (Ar 232A-01 à -10) prirent l’air entre les 1er février et 17 juillet 1943, sans qu’il soit possible d’identifier avec certitude le second prototype. Une seule chose est certaine : Les cinq premiers partirent directement au front. Le A-01 gagna en effet Stalingrad dès le 6 février 1943, les essais en vol officiels ne débutant en fait que le 29 avril 1943 avec l’avion A-05. Durant ces essais, qui comprirent des vols avec chargement de matériel vers Kirowograd, deux appareils furent perdus, le A-07 (23 juillet 1943) puis le A-04. En octobre 1943 le A-06 effectua des essais de remorquage de planeurs, mais il s’avéra que les DFS 230 ou Go 242 remorqués emportaient finalement une charge inférieure à celle d’un unique Ar 232, qui volait beaucoup plus vite, et l’expérience fut rapidement abandonnée.
Globalement les essais confirmèrent les qualités de l’avion : avec un équipage normal de 4 hommes, l’Ar 232 avait une charge utile standard de 4 500 kg et pouvait décoller en 200 m au poids total en charge de 16 000 kg. Cette distance pouvait être réduite (ou la charge utile accrue) en utilisant des fusées d’appoint au décollage. Avec une vitesse de croisière supérieure de 70 km/h, il surclassait nettement le Ju-52/3m. Tout juste pouvait-on reprocher à l’Arado un manque de puissance en cas de panne d’un moteur, problème qui fut résolu avec l’Ar 232B.
Ar 232BVersion quadrimoteur, qui se distinguait en outre par une voilure allongée de 1,70 m, allongement rendu nécessaire par le doublement du nombre des moteurs. Cette augmentation du nombre de moteurs entrainant un déplacement vers l’avant du centre de gravité, le fuselage fut allongé d’un mètre vers l’arrière, et seulement 10 diabolos sous le fuselage. L’armement défensif était également renforcé, les MG 81Z avant et arrière étant remplacées par des MG 131 tandis qu’un canon MG 151/20 de 20 mm faisait son apparition au poste dorsal.
C’est le 3 août 1943 que le premier Ar 323B prit l’air. Contraint à un atterrissage forcé le même jour, au cours de son second vol, il fut détruit à 70 % par un incendie après l’atterrissage. Il fut suivi de 9 Ar232 B−0, dont la construction s’acheva en février 1944, mais aucun Ar-232B-1 ne sortit d’usine. En effet le 1er juillet 1944 le Reichsmarshall Göring enterra le programme en raison de son utilisation intensive de matériaux stratégiques, contrairement au Ju 352 qui faisait un usage important d’acier et de bois pour sa construction.
Ar 232CLa Luftwaffe espérant toujours remplacer ses Ju 52 largement dépassés, il fut envisagé d’adapter des panneaux externes de voilure et des gouvernes de vol en bois de façon à économiser l’aluminium. Le projet fut par la suite rebaptisé Ar 432 et la production décidée en octobre 1944. Bien entendu aucun appareil ne fut achevé avant la fin de la guerre.
Ar 432Cet appareil devait se présenter comme un Ar 232B-0 utilisant au maximum le bois et l’acier dans sa construction, afin d’économiser les alliages non indispensables sur un avion de transport. La construction du prototype ne fut jamais achevée.
Ar 532Projet d’un appareil comportant 6 moteurs avec une voilure de 60 m d’envergure.
Ar 632Ultime projet.

## Descendance
La conception générale de l'engin influence les concepteurs français du Nord 2500/2501(de 1947) (Noratlas) qui sera fabriqué en France par Nord-Aviation et en Allemagne, par Weserflugzeugbau (WFB) (devenu ensuite VFW) à Brême et par HFB à Hambourg.

## Utilisateurs
Reich allemandDès le 6 février 1943 l’Ar 232 V-1 fut envoyé à Stalingrad participer à l’évacuation des troupes allemandes encerclées. Il fut perdu pendant ces tentatives désespérées. En mai 1943, un autre appareil fut mis à la disposition du Wekusta 5, stationné à Banak (Norvège) et permit d’acheminer du matériel météorologique jusqu’au Spitzberg. Cet appareil percuta une montagne le 26 août 1943, entraînant la mort de l’équipage.
Le 15 août 1943 fut constitué au sein de l’Ergänzungs-Transportgeschwader de Schönwalde une escadrille destinés à recevoir l’Ar 232. Mais c’est finalement à Eger (aujourd’hui Cheb, en République tchèque) que ce 7.Staffel prit forme sous le commandement du major Josef Pelz. Le 17 décembre 1943 le 7./ETG disposait de 6 avions, les Ar 232 V-1, V-2 et 4 Ar 232B-0. Le 2 février 1944 il passa à Varsovie, effectuant jusqu’au 9 du même mois des missions logistiques pour le front Est avant de regagner Eger. 
Le 19 mars 1944 les Ar 232 étaient de retour à Varsovie, rattachés cette fois au I./TG 5 du major Günther Mauss, qui utilisait aussi des Me 323 et quelques Savoia-Marchetti SM.82. Les missions sur Odessa, Tiraspol, Galatz... s’enchaînèrent et un appareil fut perdu entre Odessa et Lemberg le 29 mars 1944. Pour soutenir les troupes en Crimée un terrain auxiliaire fut constitué à Zilistea, Roumanie. À la fin des opérations en Crimée le 12 mai 1944, le 7./ETG ne disposait plus que de 4 appareils. 
Parallèlement à ces missions, l’Ar 232A-08 fut livré en mars 1944 au I./KG 200 dans le cadre de l’opération Zeppelin. Il s’agissait de déposer dans la région de Moscou deux agents russes ayant pour mission d’assassiner Staline. La mission fut ajournée à plusieurs reprises et le bimoteur réaffecté, remplacé par le quadrimoteur B-05. La mission eut finalement lieu le 5 septembre 1944, mais l’Arado heurta un arbre à l’atterrissage et prit feu, rendant toute possibilité de retour impossible.
Courant octobre 1944 les six Ar 232 disponibles furent rattachés au KG.200 (Hauptmann Behrendt) en Prusse-Orientale. Constitués en Transport-Staffel 5, ils stationnèrent jusqu’au 16 février 1945 à Mühldorf sous les ordres du Hauptmann Wasserkampf. Début mars 1945, le Transport-Staffel 5 se replie sur Tutow, devenant 14./TG 4. Il disposait alors de 3 Fw 200C, 3 Ju 90, 3 Piaggio P.108T, 4 Ar 232B-0 [A3+QB, RB (B-07), SB (B-09), TB non confirmé] et de l’Ar 232 V-2. Ce dernier, accompagné d’un quadrimoteur, fut mis à la disposition du I./KG 200, les deux appareils passant successivement de Hildesheim à Fürstenfeldbruck avec un B-17 et un B-24. Repliés sur Manching, ils reçurent le 23 avril 1945 l’ordre de larguer du ravitaillement sur l’aérodrome d’Agram (Zagreb), encerclé, puis furent camouflés à Mühldorf. Localisés par les Alliés, le quadrimoteur fut détruit par un bombardement le 26 avril 1945, le bimoteur étant incendié volontairement par son pilote pour éviter qu’il ne soit capturé par les troupes américaines.
Les appareils restés en Prusse-Orientale participèrent au ravitaillement de Berlin encerclé. Le 25 avril l’Oberfeldwebel (adjudant) Limbrecht, accompagna plusieurs Ju 352 devant se poser de nuit à Friedersdorf et ravitailler la 9.Armée qui assure la défense du sud de la ville. Arrivé sur l’objectif, le pilote, n’obtenant aucun signe de vie du sol, prit la décision de faire demi-tour. Pris à partie par un Mosquito XIII canadien, l’Arado fit un atterrissage de fortune, l’équipage parvenant à évacuer l’appareil avant que sa cargaison n’explose. Quatre jours plus tard l'Oberfeldwebel Limbrecht effectuait deux rotations aux commandes du [A3+SB], évacuant à chaque fois une quarantaine de femmes et d’enfants de Tutow à Großenbrode avant d’y rejoindre le [A3+QB]. Dans son livre Le Grand Cirque, Pierre Clostermann écrit avoir mitraillé un alignement d’Ar 232 à Großenbrode le 3 mai 1945, en laissant deux en flammes. Il n’y avait en fait que deux quadrimoteurs sur ce terrain. 
 Royaume-UniL'Arado Ar 234B-07 [A3+RB] fut capturé par les troupes anglaises à Flensburg. Remis en état de vol sur instruction des Alliés, il fut convoyé en Grande-Bretagne par le Feldwebel (sergent-chef) Funk, puis exposé en octobre et novembre 1945 à Farnborough parmi les avions capturés à l’ennemi. Il fut ensuite testé en vol par Eric C. Brown, pilote d'essais du Royal Aircraft Establishment, qui rédigea un rapport très élogieux sur l’appareil. Cet avion fut ensuite utilisé par la Royal Air Force pour acheminer du matériel entre le Royaume-Uni et l’Allemagne, une fois la guerre terminée, avant d'être démoli en 1947.